# Palacio de los Gansos
Se conoce con el nombre de Palacio de los Gansos a un gran edificio residencial que se encuentra en la esquina de Avenida Las Heras y Ugarteche, en el barrio de Palermo de la ciudad de Buenos Aires.
Se trata de una imponente construcción de estilo racionalista, obra de los arquitectos Luis Olezza y Ernesto Vautier, que se terminó hacia 1947. Su propietario original era Alfredo Chopitea, el mismo hombre que dos décadas atrás había hecho construir el vecino Palacio de los Patos, otro gran edificio de lujo de estilo academicista francés.
El Palacio de los Gansos adoptó su apodo del término lunfardo ganso, que significa tonto. En realidad, se inventó este nombre para mantener una relación con el palacio de los patos, otro término lunfardo que indica a las personas sin dinero. En su momento el Palacio de los Patos había sido un gran edificio de departamentos adonde se alojaron personalidades de la clase alta venidas a menos económicamente, luego de la crisis económica de 1930.
En cuanto a su estructura, se trata de un gran edificio compuesto por tres volúmenes interconectados que ocupan apenas la mitad del terreno, ya que el resto constituye un gran jardín de uso común para los propietarios. El diseño es sobrio e imponente, y el basamento de la construcción está revestido en piedras de terminación rústica, contando además con una galería cubierta sobre la Avenida Las Heras y una rotonda para acceso de vehículos sobre la calle Ugarteche. El gran bloque tiene planta baja, con una entrada para cada cuerpo, y doce pisos de viviendas. El jardín está densamente arbolado, e incluye un sector de juegos para niños y varias estatuas que ornamentan. En los subsuelos se encuentran depósitos, las calderas y un gran estacionamiento bajo el parque.

A pocas "cuadras" (lado de manzana) se encuentran algunos de los más conspicuos espacios verdes de la ciudad de Buenos Aires: los  Parques de Palermo; el Jardín Botánico, el Jardín Zoológico y el Parque las Heras, esta abundancia de espacios verdes próximos es uno de los motivos por el que la valuación inmobiliaria de la zona en donde está el edificio sea muy cotizada.